# Ruediger John (Künstler)

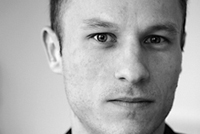
Ruediger John, vor 2015

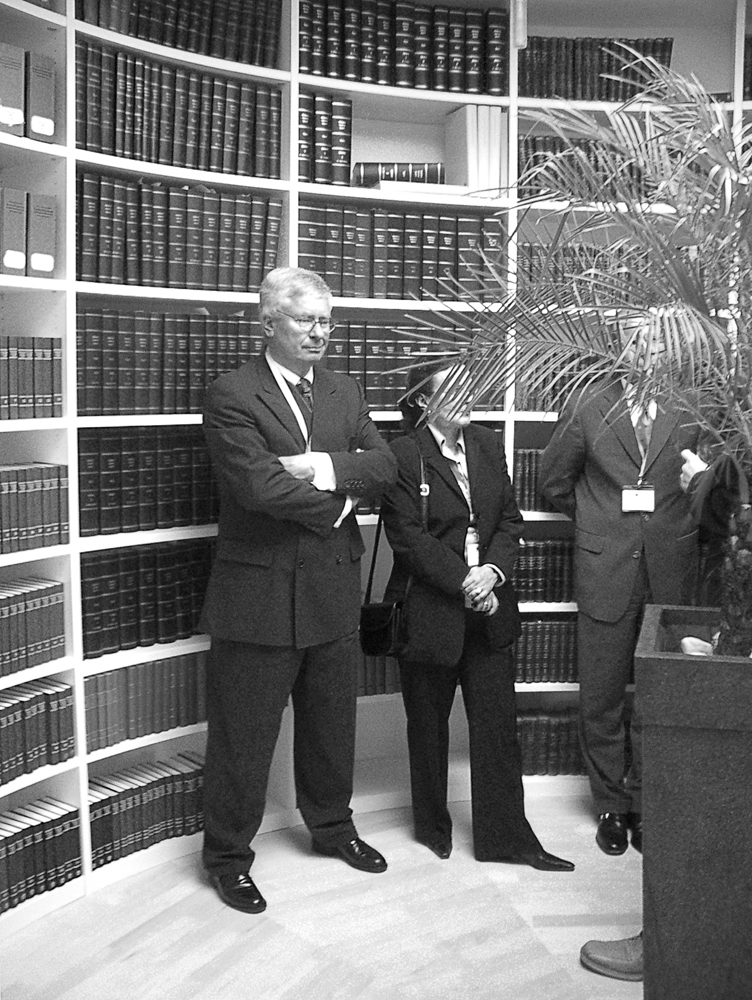
Critical Aesthetics, systemic art research and intervention, Studie, 1999

Ruediger John (* 7. August 1971 in Achern; † 11. Dezember 2021 in Straßburg) war ein österreichischer Künstler.

## Leben und Wirken
Ruediger John wurde als zweites von fünf Kindern einer Unternehmerfamilie geboren und hatte die österreichische Staatsbürgerschaft.
Ruediger John hatte an der Staatlichen Akademie der Bildenden Künste Stuttgart, sowie eingeladen an die Columbia University und New York University, New York City (affiliate/guest) studiert.
Er erstellte situative, installative, interventionistische, recherche- und publikationsorientierte Arbeiten; sowie stammten auch definitorische und praktische Arbeiten in künstlerischer Forschung und systemischer Kunst und Transferkunst von ihm. Er betreute als Künstler seit 1997 Unternehmen mit kritisch-ästhetischem Coaching und Consulting.
Seit 2000 lehrte Ruediger John in Lehraufträgen und Gastlehrveranstaltungen an verschiedenen Hochschulen; u. a. 2001–2003 als künstlerisch-wissenschaftlicher Mitarbeiter und mit künstlerischem Lehrauftrag situatives, installatives Arbeiten, Kontextualisierung, Kognition, Mixed-Media an der Staatlichen Akademie der Bildenden Künste Stuttgart. Von 2002 bis 2003 hatte er eine Lehrstuhlvertretung im Bereich Kunst/Kunst- und Designwissenschaften an der Hochschule für Gestaltung, Wirtschaft und Technik Pforzheim inne. 2004–2005 lehrte er zu den Themen Kunst und Wirtschaft, Systemische Kunst, künstlerische Forschung im Institut für Kunst im Kontext an der Universität der Künste Berlin, sowie am Zentrum für Angewandte Kulturwissenschaft und Studium Generale Universität Karlsruhe. Er war der Gründer der Gesellschaft für kritische Ästhetik (2003).

## Arbeiten (Auswahl)
- Index – ein künstlerisches Archivierungsprojekt, 2008[8]
- freundlich behauptet – Gespräche über Kunst und Wirtschaft, Veranstaltungsreihe, 2004[9]
- MEHR WERT – Künstler, Unternehmer und Wissenschaftler im Dialog, Veranstaltungsreihe, 2004
- kFP/02 künstlerisches Forschungsprojekt, 2002[10]
- Bemerkung zu Berg  annotation on mountain, 2004[11]
- Die Akademie ist keine Akademie, Veranstaltung, 1999
- extreme all fantasies exploited, (Serie), 1998
- Speed bumps, (Serie), 1997, 1998
- assimilate, 1997[12]
- Series 1, Series 2, Series 3, (Serie), seit 1997
- iconic sketches, (Serie), 1996–1999
- DATA*CODE*MUSIC, 1995
- Noodrem, (Serie, Radiosendung), 1998–1999
- sequential iteration, (Serie), 1992–1995
- Kritisch-ästhetisches Coaching und Consulting, seit 1997
- object vs. objectives, mobile television intervention, hacking an IQ test, scenes behind the scenes, Klavier und Kaviar, 1994–1999